# Jan Fürbach
Jan Fürbach (18. června 1917 Čekanice – 29. září 1989) byl český palubní střelec 311. československé bombardovací perutě a politický vězeň komunistického režimu.

## Život

### Před druhou světovou válkou
Jan Fürbach se narodil 18. června 1917 v Čekanicích u Tábora. V roce 1936 odmaturoval na reálném gymnáziu v Táboře. V témže roce nastoupil prezenční vojenskou službu, během které absolvoval školu pro důstojníky pěchoty v záloze, a po přechodu k letectvu i školu pro důstojníky letectva v záloze. Mezi lety 1937 a 1938 vystudoval Vojenskou akademii v Hranicích, v roce 1939 aplikační kurz pro pozorovatele v Prostějově. Sloužil u Leteckého pluku 1, dosáhl hodnosti poručíka.

### Druhá světová válka
Po německé okupaci opustil Jan Fürbach 18. června 1939 ilegálně Protektorát Čechy a Morava a odešel do Francie, kde vstoupil do cizinecké legie. Po pádu Francie v červnu 1940 se evakuoval do Spojeného království. Zde se stal příslušníkem Royal Air Force a mezi říjnem 1940 a listopadem 1941 odlétal u 311. československé bombardovací perutě jako palubní střelec 34 operačních letů. Oženil se s Elizabeth Barbarou Adah Buhler, manželům se narodila dcera Eliška. Dosáhl hodnosti kapitána

### Po druhé světové válce
Po skončení druhé světové války a návratu do Československa v červenci 1945 pokračoval Jan Fürbach v armádní službě, ještě v roce 1945 byl povýšen do hodnosti štábního kapitána a v roce 1946 do hodnosti majora. Po komunistickém převratu byl perzekvován a vězněn v uranových dolech v Příbrami. Podmínečně byl propuštěn po zranění pánve. Po návratu z vězení žil u rodičů v Úžíně. Připravoval publikaci o výzbroji RAF, rukopis mu byl ale zabaven a následně vyšel pod jménem jiného autora. V šedesátých letech opět odešel do Spojeného království. Po roce 1989 byl rehabilitován a v roce 1991 povýšen do hodnosti plukovníka. Zemřel 22. října 1998.

## Vyznamenání
- 2x Československá medaile Za chrabrost před nepřítelem
- 3x Československý válečný kříž 1939
- Hvězda 1939–1945
- Československá medaile za zásluhy I. stupně
- Medaile za vítězství nad Německem ve Velké vlastenecké válce 1941–1945